# Rajaleña
El rajaleña es una danza y género musical variante del bambuco con influencia del joropo y sanjuanero. Es una de las expresiones musicales más auténticas de Colombia. Su presencia se da con mayor intensidad en el departamento del Huila y en algunos municipios del sur tolimense como Prado, Alpujarra ,Dolores y Natagaima. Tiene sus orígenes en las zonas rurales colombianos del territorio conocido como el Tolima Grande. En la interpretación de sus coplas, el género permite la improvisación y los mensajes cargados de picardía y doble sentido. Este aire de origen y carácter comunitario posee composiciones que son consideradas como anónimas y parte integral del patrimonio colectivo comunitario.

## Etimología
El significado del término “Rajaleña” tiene diferentes versiones sobre su origen:
- Según el padre Andrés Rosa Summa está relacionado con una actividad muy común en esta región, que tiene que ver con el hecho de hablar de las demás personas, en términos populares rajar de la gente.
- Por su parte, Guillermo Abadía Morales menciona que los campesinos encargados de “rajar leña”, mientras realizaban esta actividad improvisaban coplas para burlarse de los demás compañeros, de ahí toman el nombre de Rajaleñas, como una manera jocosa e irónica, y porque no decirlo, lúdica.[2]

## Ámbito geográfico
El Rajaleña es una expresión musical de carácter folclórico. En el Huila, existen cuatro tonadas según las diferentes subregiones: Tonada de Fortalecillas, tonada de Aipe, de Peñas Blancas, tonada de Campoalegre y Tonada de Teruel. La tonada más variada es la de Fortalecillas, en ella se reúnen tres formas diferentes de entonar las coplas, los estribillos y la revuelta.

## Origen
Es una variedad del sanjuanero, según otras, el rajaleña ha sido definido como el bambuco crudo, sin mezcla, auténtico. En él está todo el sentir de la tierra del Alto Magdalena, es la danza popular del calentano antiguo. En el rajaleña está la tradición del Tolima Grande.
El rajaleña también es una cultura representativa de Colombia porque es uno de los primeros géneros musicales desarrollados en la cultura musical contemporánea de Colombia.

## Características
El rajaleña es tradición pura de los colombianos, generalmente una creación colectiva que sobre un ritmo musical establecido que nacen en la percusión de maderas con instrumentos autóctonos de América y que al ritmo de la labor cotidiana trasmitían información de los acontecimientos a zonas distantes, haciendo llamados, con los gritos típicos de esta forma de comunicación, sobre bases musicales y que cuenta historias que son del interés quienes escuchan
Con su ritmo de bambuco, la partitura se basa en una armadura de compás binario con subdivisión ternaria 6/8, aunque se puede interpretar en compás ternario con subdivisión binaria o 3/4.

## Instrumentos
Los instrumentos típicos del rajaleña son la guitarra acústica, el tambor, las maracas, el ritmo en un canto de niños y jóvenes del departamento del Huila en Colombia el Grupo Canto Nuevo.

## Rajaleñas típicas
La rajaleña nacida en la región del Tolima y Huila también nombran los paisajes regionales como el río Magdalena y lo expresa en su canto el Grupo Cantar Latino.
Del rajaleña no se puede tener buen registro de interpretaciones ya que estas describen situaciones particulares de una región de la que generalmente no se conservan archivos musicales.
Un clásico del rajaleña se puede ver en la interpretación del grupo huilense del municipio de Aipe Aires de Piedra Pintada que se refiere a un monumento histórico con petroglifos Pijao, interpretado por Luz Estella Luna, reconocida cultora de este aire musical.